# Dendronephthya conica
Dendronephthya conica is een zachte koraalsoort uit de familie Nephtheidae. De koraalsoort komt uit het geslacht Dendronephthya. Dendronephthya conica werd in 1909 voor het eerst wetenschappelijk beschreven door Henderson. 